# Костел Непорочного Зачаття Пресвятої Діви Марії (Глещава)
Костел Непорочного Зачаття Пресвятої Діви Марії в Глещаві — римсько-католицька церква в селі Глещаві Тернопільської области України.

## Відомості
- 1907 — на місці спорудження костелу в тимчасовому наметі здійснено перше богослужіння.
- 8 листопада 1908 — теребовлянський декан та настоятель о. Станіслав Коженьовський освятили ще недобудований храм.
- 1913 — споруджено костел та дзвіницю.
- 1938 — засновано парафію.
- 1992 — приміщення святині перестало функціонувати як зерносховище. Нині — руїна.

## Настоятелі
- о. Броніслав Гук,
- о. Казимир Білоус.